# Trinitramid
Trinitramid er et stof bestående af nitrogen og oxygen med molekyleformlen N(NO2)3. Stoffet blev opdaget og beskrevet i 2010 af forskere ved Kungliga Tekniska Högskolan (KTH) i Sverige.

Trinitramid har potentiale til at være det mest effektive og mindst forurenende raketbrændstof iltere da det er klorfrit.

Tidligere har der været spekulationer om trinitramid kunne eksistere. Teoretiske beregninger af Montgomery og Michels viste at stoffet kunne være stabilt.